# Vanjska partija
Vanjska ili šira partija (engl. Outer Party) fiktivni je društveni sloj u Orwellovu romanu Tisuću devetsto osamdeset četvrtoj koji tvori najveći dio vladajuće klase zvane partija premda je lišen ikakve vlasti, koju drži unutarnja partija. Protagonist Winston Smith kao i većina likova s kojima komunicira u romanu članovi su vanjske partije.
Po navodima Goldsteinove knjige vanjska partija predstavlja srednju klasu u državi Oceaniji i čini oko 13 % stanovništva. U romanu su njezini pripadnici prikazani kao službenici i namještenici koji obavljaju većinu tehničkih i upravnih poslova u državnim ministarstvima, a od ostatka društva se razlikuju po tome što nose plave kombinezone.
U oceanijskom društvu vlada stroga klasna stratifikacija te pripadnici vanjske partije žive u naseljima i gradskim četvrtima gdje pripadnicima niže klase, odnosno prolovima nije dozvoljen pristup bez prijeke potrebe ili dobra objašnjenja. Obično žive u malim, skučenim stanovima u kojima su prisiljeni stalno držati upaljenima telekrane. Također su izloženi oskudici, odnosno stalnom nedostatku svega osim hrane i najnužnijih potrepština. Roman sugerira da su članovi vanjske partije, usprkos nominalno višeg statusa, zapravo u najgorem položaju jer su dužni poštovati stroga pravila zadana članovima partije te su izloženi stalnom nadzoru misaone policije i riziku da budu uklonjeni ako se previše "ističu".